# باشگاه فوتبال براکینگ‌ساید
باشگاه فوتبال براکینگ‌ساید (به انگلیسی: Barkingside Football Club) یک باشگاه فوتبال در شهر بارکینگ‌ساید، کشور انگلستان است که در سال ۱۸۹۸ میلادی تأسیس شده‌است.